# 花巻市立矢沢中学校
花巻市立矢沢中学校（はなまきしりつ やさわちゅうがっこう）は、岩手県花巻市にある公立中学校。通称は矢中（やちゅう）。

## 校是
校是に「本立末治（もとたちすえおさまる）」を掲げている。これは1925年9月に矢沢尋常高等小学校（現：矢沢小学校）で行われた校舎新築落成式の際に新渡戸稲造から寄贈されたもので、「根本を把握することにより、自ずと末がよくなる」という意味が込められている。

## 沿革
- 1947年（昭和22年）
  - 4月1日 - 学制改革に伴い、「矢沢村立矢沢中学校」として開校[3]。
  - 4月16日 - 開校式および入学式を挙行。初年度の生徒数は353人[3]。
  - 9月1日 - 校章を制定[3]。
- 1948年（昭和23年）
  - 1月18日 - 子供協同組合を発足[3]。
  - 4月26日 - PTAを発足。校舎を増築[3]。
  - 12月4日 - 同窓会を発足[3]。
- 1950年（昭和25年）4月5日 - 生徒会を発足[3]。
- 1951年（昭和26年）
  - 3月17日 - 校歌を制定[3]。
  - 3月23日 - 校旗を制定[3]。
- 1952年（昭和27年）3月14日 - 校舎を増築（特別教室・管理室）[3]。
- 1954年（昭和29年）
  - 4月1日 - 町村合併に伴い、「花巻市立矢沢中学校」に改称[3]。
  - 9月14日 - 花巻市立矢沢図書館を併設[3]。
- 1955年（昭和30年）7月14日 - 文部省より産業教育指定校に指定[3]。
- 1969年（昭和44年）8月5日 - 小学校との共同プールを落成[3]。
- 1972年（昭和47年）4月11日 - 給食を開始[3]。
- 1978年（昭和53年） - 新校舎と新体育館を落成[3]。
- 1980年（昭和55年）4月1日 - 県と市より学校安全研究指定校に指定[3]。
- 1982年度（昭和57年度） - 武道場を落成[4][3]。
- 1983年（昭和58年）1月13日 - 学校環境ならびに学校安全優良校として表彰。全日本よい歯の優良校を受賞[3]。
- 1987年（昭和62年）1月8日 - 学校環境衛生優良校として表彰[3]。
- 1988年（昭和63年）11月1日 - クラブハウスを落成[3]。
- 1990年（平成2年）5月1日 - 校庭を整備[3]。
- 1993年（平成5年）3月17日 - コンピュータ室を設置[3]。
- 1997年（平成9年）11月 - 創立50周年を記念し、校旗を新調[5]。
- 1999年（平成11年） - 青少年赤十字に加盟[6]。
- 2000年（平成12年）3月21日 - 新プールを落成[3]。
- 2004年（平成16年）4月1日 - 県教育委員会より、英語大好きジュニアハイスクール事業に指定（3年間）[3]。
- 2011年（平成23年）3月11日 - 東北地方太平洋沖地震により、校舎をはじめとした各所が被災。被害額は799万8千円[7]。
- 2020年（令和2年）9月30日 - 岩手県はばたき賞を受賞[3][8]。

## 部活動

### 運動部
- 野球部
- サッカー部
- ソフトボール部
- 男子バレーボール部
- 女子バレーボール部
- 男子バドミントン部
- 女子バドミントン部
- 男子テニス部
- 女子テニス部
- 柔道部

### 文化部
- 吹奏楽部

出典：

## 施設概要
主な施設。面積は延床面積を記載。
- 校舎（3,842 m2[4]） - 1978年竣工の鉄筋コンクリート造3階建て[3][4]。1984年には増築している[1]。
- 体育館（803 m2[4]） - 1978年竣工の鉄骨造平屋建て[3][4]
- 武道場（401 m2） - 1982年度竣工の鉄骨造平屋建て[4]
- プール - 2000年竣工。プール槽部分は繊維強化プラスチック製で、面積は325 m2である[1]。
- 校庭（18,826 m2[1]）
- テニスコート

上記施設のうち、旧耐震基準で建設された校舎と体育館は2006年から2007年にかけて耐震工事を施している。

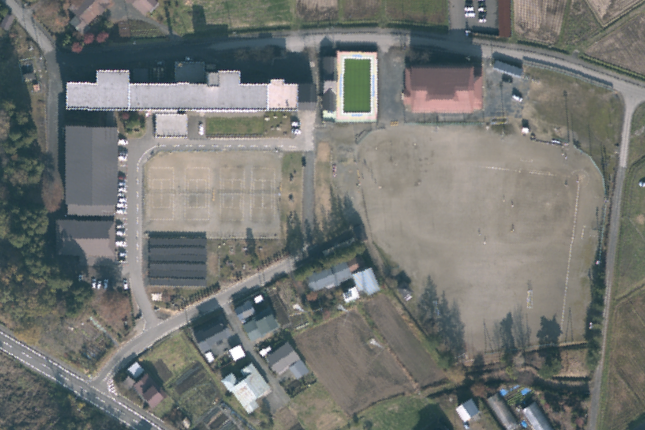
空中写真（2013年）

## 学区
行政区で記載。
- 矢沢、幸田、高松第一、高松第二、高松第三、高木第一、高木第二、高木第三、高木小路、東十二丁目

## 進学前小学校
- 花巻市立矢沢小学校（花巻市高木）[10]

## 周辺
- 矢沢地区社会体育館
- 県道284号
- 猿ヶ石川
- 矢沢野球場

## 著名な出身者
- 沢木冬吾 - 小説家